# 吹田市立吹田南小学校
吹田市立吹田南小学校（すいたしりつ すいたみなみ しょうがっこう）は、大阪府吹田市にある公立小学校。
1969年に吹田市立吹田第二小学校から分離し、1・2年生の児童で開校した。おおむね糸田川（西端）・国道479号（北端）・神崎川（南端）・城東貨物線（東端）に囲まれた地域を校区としている。
校内に郷土農具館を設置している。郷土農具館ではかつて地域で使用されていた農具を保存し、社会科・生活科や総合学習での教材としている。また地域に伝わる伝統野菜の吹田クワイも校内で栽培している。
このほか、中華人民共和国・内モンゴル自治区フフホト市の小学校と友好校協定を結び、関連資料を校内の国際交流室に展示するなどして国際理解教育の一環としている。

## 沿革
- 1969年4月1日 - 吹田市立吹田南小学校として開校。吹田市立吹田第二小学校を仮校舎とする。
- 1969年8月25日 - 現在地に第一期工事竣工し移転。
- 1969年11月10日 - 1969年度開校の吹田市立学校3校（吹田第六中学校、豊津第二小学校、吹田南小学校）が合同開校式典を実施。
- 1969年11月11日 - 開校記念行事を実施。この日を創立記念日とする。
- 1985年8月4日 - 中華人民共和国内モンゴル自治区フフホト市蒙族学校と友好校協定を締結。

## 通学区域
- 吹田市 南金田・穂波町・南吹田。

卒業生は基本的に吹田市立第六中学校に進学する。

## 交通
- 阪急バス 南小学校前バス停。
- 地下鉄御堂筋線・北大阪急行 江坂駅 南東へ約1.4km。
- 阪急千里線 吹田駅 南西へ約1.7km。
- JRおおさか東線 南吹田駅 北西へ約1.3km。